# Muck-Gletscher
Der Muck-Gletscher ist ein Gletscher in der antarktischen Ross Dependency. Er fließt im Königin-Maud-Gebirge von den Husky Heights in nördlicher Richtung zwischen den Campbell-Kliffs und dem Gebirgskamm Sullivan Ridge, bevor er am nördlichen Ende letzterer nach Osten zum Ramsey-Gletscher abbiegt.
Das Advisory Committee on Antarctic Names benannte ihn 1966 nach Major James B. Muck (1927–2014) von der United States Army, Mitglied der Fliegereinheit, welche die Expedition der Texas Tech University zum Shackleton-Gletscher zwischen 1964 und 1965 logistisch unterstützte.